# Rue Portefoin
Rue Portefoin är en gata i Quartier des Enfants-Rouges i Paris tredje arrondissement. Gatan är uppkallad efter en viss Jean Portefin, som här ägde ett hôtel particulier. Rue Portefoin börjar vid Rue des Archives 81 och slutar vid Rue du Temple 146.

## Bilder
| - Rue Portefoin på Truschets och Hoyaus karta över Paris från år 1552. - Gatuskylt. - Lämningarna efter Hospice des Enfants-Rouges i hörnet av Rue Portefoin och Rue des Archives. - Square du Temple – Elie-Wiesel. |

## Omgivningar
- Notre-Dame-des-Blancs-Manteaux
- Hospice des Enfants-Rouges
- Square du Temple – Elie-Wiesel

## Kommunikationer
- Tunnelbana – linje  – Filles du Calvaire
- Tunnelbana – linjerna   – Arts et Métiers
- Busshållplats Square du Temple – Paris bussnät, linje 75

### Webbkällor
- ”Rue Portefoin”. Mairie de Paris. https://web.archive.org/web/20160303221241/http://www.v2asp.paris.fr/commun/v2asp/v2/nomenclature_voies/Voieactu/7703.nom.htm. Läst 11 januari 2023.
- ”Rue Portefoin (3ème arrondissement)”. Les rues de Paris. https://web.archive.org/web/20190926212909/http://www.parisrues.com/rues03/paris-03-rue-portefoin.html. Läst 11 januari 2023.